# Запис Васића храст - стари (Бистрица)
Запис Васића храст - стари (Бистрица) се налази на парцели чији је власник Васић Мирослав.

## Локација
| Општина             | Петровац на Млави                                                           |
| Катастарска општина | Бистрица                                                                    |
| Потес               | Виногради                                                                   |
| Координате          | 44° 19′ 39″ С; 21° 30′ 04″ И / 44.327599999999997° С; 21.501200000000001° И |
| Надморска висина    | 220m                                                                        |

## Карактеристике
Дендрометријске вредности утврђене на терену и сателитским снимцима:
| Стабло                     | Храст |
| Висина стабла              | m     |
| Обим дебла                 | m     |
| Пречник крошње             | 6m    |
| Пречник дебла              | m     |
| Висина дебла до прве гране | m     |

## База записа
Запис је у оквиру Викимедија пројекта "Запис - Свето дрво" заведен под редним бројем 0560.